# Blaesoxipha arizona
Blaesoxipha arizona är en tvåvingeart som beskrevs av Thomas Pape 1994. Blaesoxipha arizona ingår i släktet Blaesoxipha och familjen köttflugor.
Artens utbredningsområde är Arizona. Inga underarter finns listade i Catalogue of Life.